# ジュゼッペ・ロトゥンノ
ジュゼッペ・ロトゥンノ（Giuseppe Rotunno, 1923年3月19日 - 2021年2月7日）は、イタリアの撮影監督。

## 生涯
ローマ出身。1950年代半ばから撮影監督として活躍し、特にフェデリコ・フェリーニの作品を手がけたことで知られている。1980年頃からはハリウッド映画の撮影も行った。1980年の『オール・ザット・ジャズ』で英国アカデミー賞 撮影賞を受賞。
2021年2月7日、死去。97歳没。

## 主な作品
- 恋はすばやく Anna di Brooklyn (1958)
- 渚にて On the Beach (1959)
- 若者のすべて Rocco e i suoi fratelli (1960)
- ボッカチオ'70 Boccaccio '70 (1962)
- 山猫 Il Gattopardo (1963)
- 昨日・今日・明日 Ieri, oggi, domani (1963)
- 天地創造 The Bible: In the Beginning... (1966)
- 華やかな魔女たち Le streghe (1967)
- 異邦人 Lo Straniero (1967)
- 世にも怪奇な物語 Histoires extraordinaires (1967)
- キャンディ Candy (1968)
- アンツィオ大作戦 Lo sbarco di Anzio (1968)
- サテリコン Fellini - Satyricon (1969)
- サンタ・ビットリアの秘密 The Secret of Santa Vittoria (1969)
- ひまわり I Girasoli (1970)
- 愛の狩人 Carnal Knowledge (1971)
- フェリーニのローマ Roma (1972)
- ラ・マンチャの男 Man of La Mancha (1972)
- フェリーニのアマルコルド Amarcord (1973)
- カサノバ Il Casanova di Federico Fellini (1976)
- オール・ザット・ジャズ All That Jazz (1979)
- 女の都 La Città delle donne (1980)
- ポパイ Popeye (1980)
- 氷壁の女 Five Days One Summer (1982)
- 赤と黒の十字架 The Scarlet and the Black (1983)
- レッドソニア Red Sonja (1985)
- レンタ・コップ Rent-A-Cop (1988)
- バロン The Adventures of Baron Munchausen (1989)
- 心の旅 Regarding Henry (1991)
- ウルフ Wolf (1994)
- サブリナ Sabrina (1995)
- スタンダール・シンドローム La Sindrome di Stendhal (1996)